# Мальяно-Альпи
Мальяно-Альпи (итал. Magliano Alpi) — коммуна в Италии, располагается в регионе Пьемонт, в провинции Кунео.
Население составляет 2188 человек (2008 г.), плотность населения составляет 68 чел./км². Занимает площадь 32 км². Почтовый индекс — 12060. Телефонный код — 0174.
Покровительницей коммуны почитается Пресвятая Богородица (Madonna del Carmine), празднование 16 июля.

## Демография
Динамика населения:

## Города-побратимы
- Этрурия, Аргентина (2008)

## Администрация коммуны
- Официальный сайт: http://www.comune.maglianoalpi.cn.it/